# Księstwo mińskie

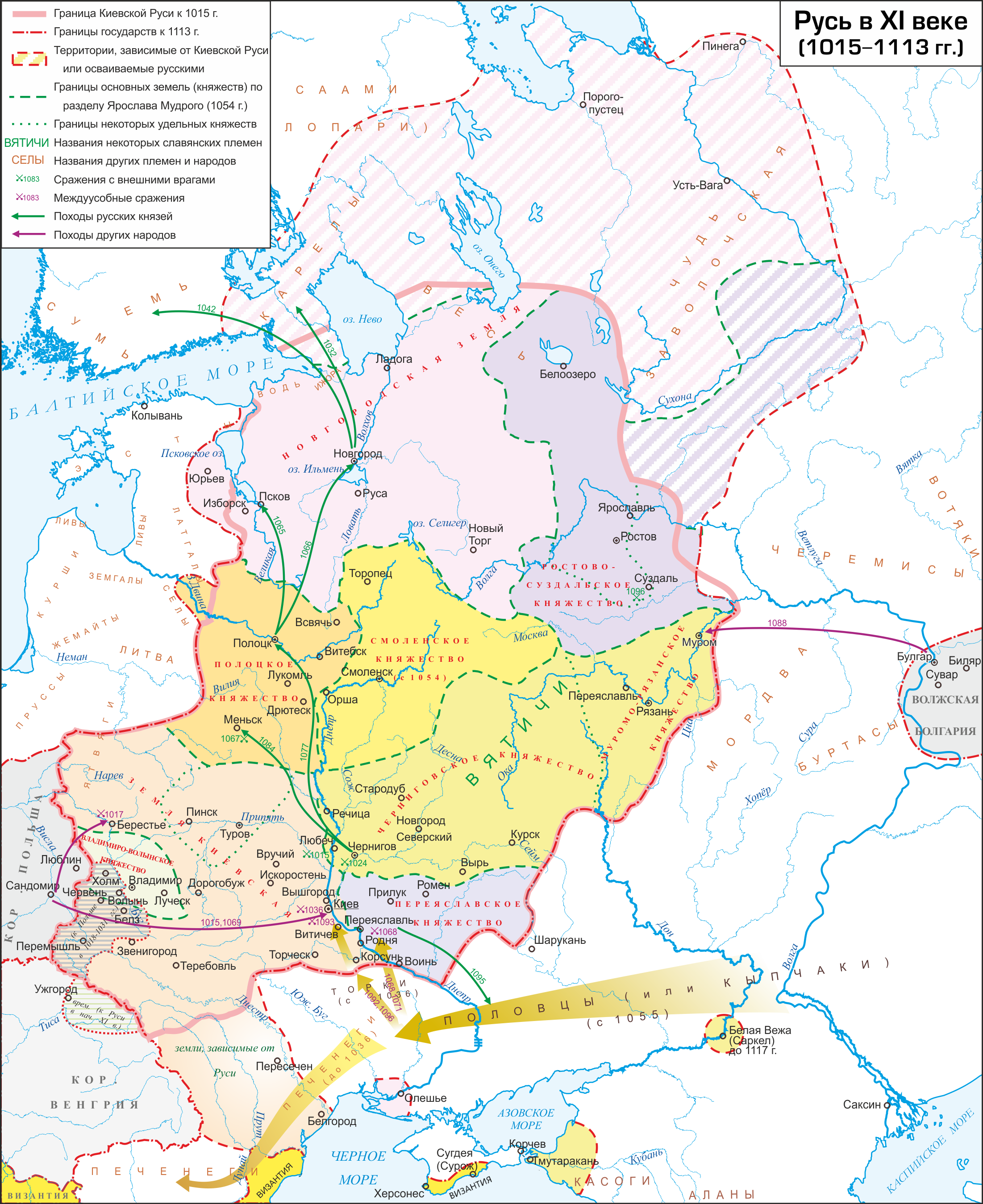
Ruś Kijowska XI–XIII wiek

Księstwo mińskie – księstwo udzielne ze stolicą w Mińsku wydzielone z księstwa połockiego po 1101 roku, istniejące na terenach współczesnej Białorusi od początku XII do 1413 roku.

## Lokalizacja
Księstwo mińskie zlokalizowane było w dopływach Swisłoczy, Druci i Berezyny. W jego skład wchodziły takie miasta, jak Borysów i Łohojsk, które w związku z dalszym rozbiciem dzielnicowym stały się później stolicami osobnych księstw udzielnych. Przez krótki czas do księstwa mińskiego należały także Druck i Zasław.

## Historia
Mińsk po raz pierwszy został wspomniany w źródłach pisanych pod rokiem 1067 w kontekście bitwy nad Niemigą. Na początku XII wieku stał się ośrodkiem jednego z księstw udzielnych. W połowie XIII wieku księstwo mińskie weszło w skład Wielkiego Księstwa Litewskiego. W 1413 roku zostało przekształcone w starostwo, w 1569 roku – w województwo. Wskutek drugiego rozbioru Polski w 1793 roku ziemia mińska weszła w skład Imperium Rosyjskiego. Współcześnie ziemie dawnego księstwa mińskiego leżą w granicach Republiki Białorusi.

## Sukcesja na tronie mińskim
W okresie istnienia księstwa na tronie mińskim zasiadali książęta z bocznej linii dynastii Rurykowiczów, którzy rościli sobie prawa do władzy zwierzchniej w Połocku i Kijowie.
| Imię                    | Okres panowania  | II panowanie | III panowanie | Ilustracja |
| ----------------------- | ---------------- | ------------ | ------------- | ---------- |
| Gleb Wsiesławicz        | ok. 1101–1119    |              |               |            |
| Rościsław Glebowicz     | ok. 1119–1129    | 1146–1151    | 1159–1165     |            |
| Izjasław II Pantelejmon | ok. 1129–1132    |              |               |            |
| okres bez władzy        | ok. 1132–1146    |              |               |            |
| Wasylko Wołodarowicz    | 1167?–przed 1182 |              |               |            |
| Władymirko Wołodarowicz | przed 1182–1216? |              |               |            |
| w składzie WKL          | ok. 1240         |              |               |            |
| Wasylko                 | ok. 1326         |              |               |            |